# Lanxess

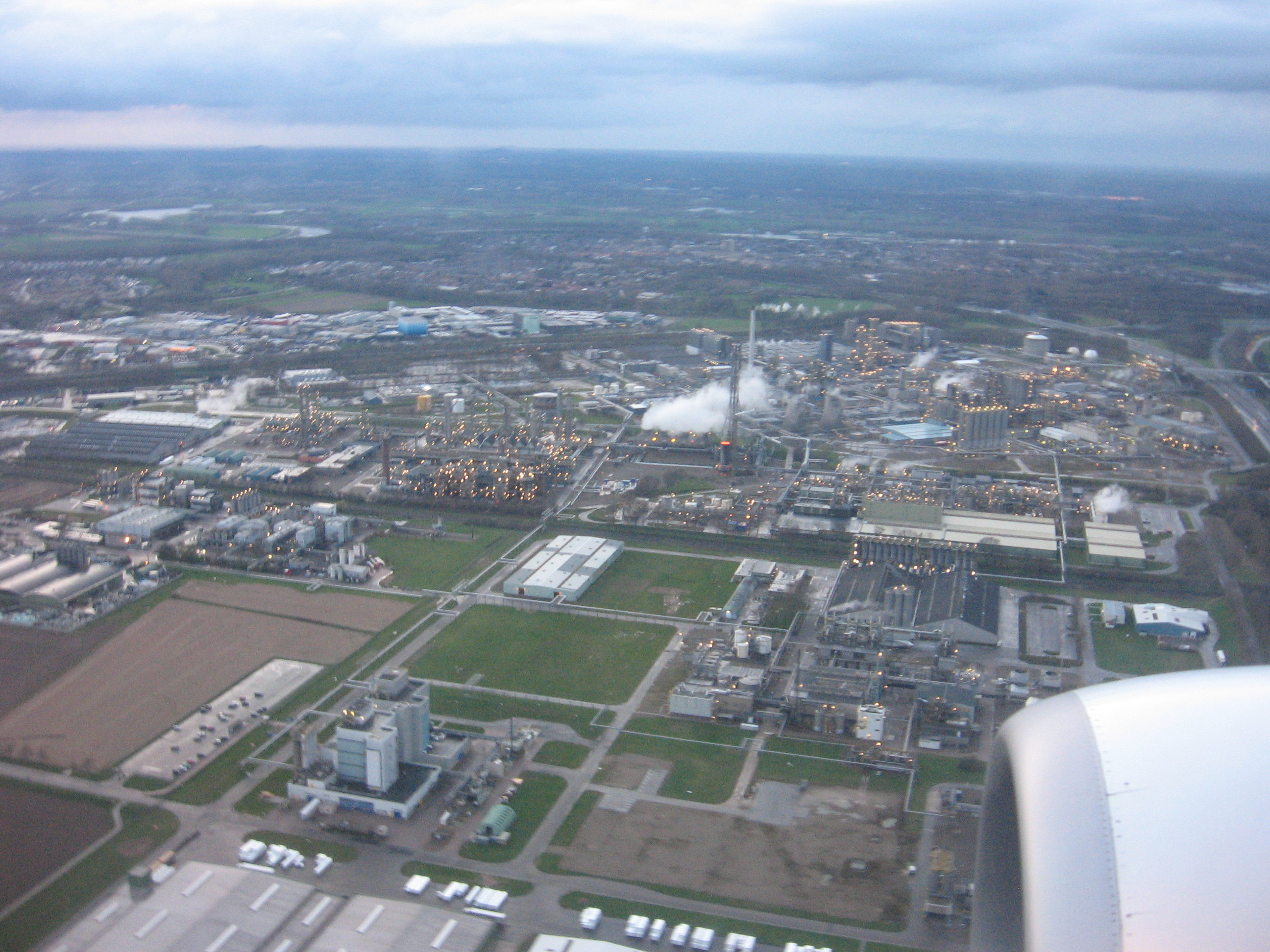
Het Chemelot-terrein in Geleen, waar dochter Arlanxeo EPDM produceert

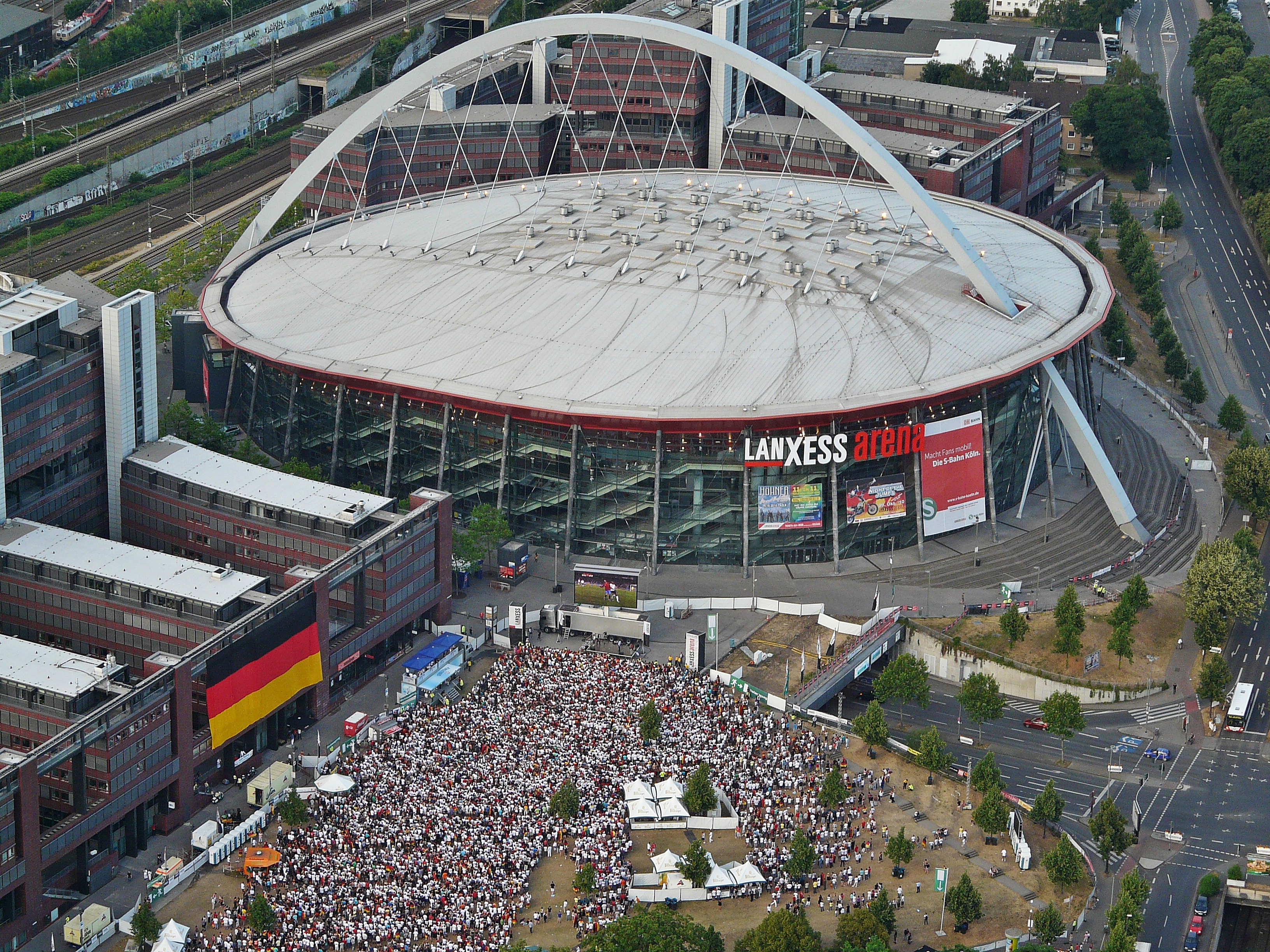
De Lanxess Arena in Keulen-Deutz

Lanxess AG is een Duits chemieconcern dat actief is in de productie van chemische additieven en halffabricaten, kunststoffen en synthetisch rubber. Het hoofdkantoor bevindt zich in Keulen. Het concern is ontstaan in 2004 uit de afsplitsing van een deel van de chemische activiteiten van Bayer en is uitgegroeid tot een volledig zelfstandige beursgenoteerde multinational met productielocaties in 33 landen.

## Geschiedenis
De wortels van Lanxess reiken terug tot het jaar 1863, het jaar waarin Bayer werd opgericht. Bayer begon als fabrikant van synthetische kleur- en verfstoffen en breidde zijn werkterrein door de jaren heen met name uit in de farmaceutische industrie.
Na een grote reorganisatie in het jaar 2004 werd een groot deel van de chemische activiteiten afgesplitst van Bayer en verzelfstandigd onder de nieuwe naam Lanxess. Lanxess werd opgericht onder de bedrijfsvorm van een Aktiengesellschaft, een Duitse vorm van naamloze vennootschap. Op 1 juli 2004 werd het bedrijf officieel zelfstandig operationeel en kreeg een eigen notering op de beurs van Frankfurt op 31 januari 2005.
In 2005 werd de productie van fijne chemicaliën ondergebracht in een onafhankelijke dochteronderneming genaamd Saltigo. In datzelfde jaar werd aangekondigd dat de productie van de kunstvezel Dorlastan (elasthaan) werd verkocht aan het Japanse bedrijf Asahi Kasei Fibers en de productie van papierchemicaliën aan het Finse bedrijf Kemira.
Een jaar later werd de productie van textielchemicaliën buiten Noord-Amerika verkocht aan de Nederlandse investeringsmaatschappij Egeria, die deze activiteiten voortzette onder de naam Tanatex Chemicals. Ditzelfde jaar onthulde Lanxess zijn eerste verwerving: het nam de chroomindustrie in Zuid-Afrika over van Dow Chemical voor de productie van hulpstoffen voor de fabricage van chroomleer, een type kunstleer.
In 2007 werd de productie van de kunststof ABS verkocht aan het Britse bedrijf INEOS. Niettemin bracht Lanxess eind dat jaar het nieuws naar voren dat het het Braziliaanse bedrijf Petroflex, producent van synthetische rubber, zou gaan overnemen. Dit betekende voor Lanxess een van zijn belangrijkste investeringen. De overname werd op 1 april 2008 een feit.
Andere belangrijke bedrijfsovernames waren die van het Chinese Jiangsu Polyols Chemical (ijzeroxide) en het Indiase Gwalior Chemical Industries (benzyl- en zwavelverbindingen) in 2009. In 2011 werd DSM Elastomers, producent van de synthetische rubber Keltan (EPDM), overgenomen van het Nederlandse chemieconcern DSM. Dat jaar werd ook het Argentijnse Darmex overgenomen, producent van lossingsmiddelen.
In september 2015 kondigde Lanxess een joint venture aan met de Saoedische oliemaatschappij Saudi Aramco voor zijn rubberdivisie. Deze samenwerking is per 1 april 2016 van start gegaan onder de naam Arlanxeo. In 2016 begon het bedrijf zich te richten op de markt voor additieven voor smeermiddelen en brandvertragers door een bod te doen op Chemtura. In 2017 werd de overname afgerond. Op het moment van de overname telde Chemtura ongeveer 2500 werknemers verdeeld over 20 locaties in 11 landen. Het realiseerde een jaaromzet van € 1,5 miljard, waarvan 45% in Noord-Amerika.
In april 2023 kocht Lanxess de divisie Engineering Materials van DSM. In samenwerking met Amerikaanse investeerder Advent International hebben ze € 3,9 miljard betaald. Engineering Materials behaalde in 2021 een jaaromzet van € 1,5 miljard en droeg € 334 miljoen bij aan het bedrijfsresultaat van DSM. Lanxess bracht dit onderdeel en de High Performance Materials activiteiten in in een joint venture met Advent. Door de grotere inbreng in de joint venture ontving Lanxess nog een bedrag van € 1,3 miljard. De transactie werd op 1 april 2023 afgerond, Lanxess houdt 40% van de aandelen in de joint venture Envalior en Advent de rest.
De naam Lanxess is een samentrekking van het Franse woord lancer ("lanceren") en het Engelse woord success ("succes").

## Activiteiten
Lanxess produceert een grote diversiteit aan industriële chemicaliën en polymeren die dienen als additieven en halffabricaten voor de bewerking tot eindproducten. Grondstoffen zijn hoofdzakelijk afkomstig uit de petrochemische industrie. De producten worden verdeeld in drie groepen:
- Industriële chemicaliën: additieven voor de productie van agrochemische stoffen, brandstoffen, conserveermiddelen, geneesmiddelen, kleurstoffen/pigmenten, kunstleer, lakken, polyamiden, polyester, pvc en verven. Ook wordt glasvezel geproduceerd ter versterking van bepaalde kunststoffen.
- Synthetisch rubber: halffabricaten voor de productie van o.a. afdichtingen, auto-onderdelen, kauwgom, luchtbanden, schoenzolen, sportattributen en veiligheidskleding.
- Plastics: halffabricaten voor de productie van o.a. auto-onderdelen, meubilair en sportattributen.

Bij Lanxess zijn ruim 12.000 werknemers in dienst. Het in het Duitse Keulen gezetelde moederbedrijf bestaat wereldwijd uit verschillende dochterondernemingen die vaak met een grote mate van zelfstandigheid opereren. De meeste fabrieken bevinden zich in Duitsland, China en de Verenigde Staten. Iets meer dan de helft van het personeel is werkzaam in Duitsland terwijl daar 16% van de omzet werd behaald in 2024. Jaarlijks besteedt het ongeveer 1,5% van de omzet aan onderzoek en ontwikkeling.

## Sponsoring
Sinds 2008 is Lanxess sponsor van de Kölnarena, een grote evenementenhal in het Keulse stadsdeel Deutz. Gedurende deze tienjarige sponsorovereenkomst draagt dit complex de naam Lanxess Arena.